# Maurinho Fonseca
Mauro Fonseca (Votuporanga, 8 de fevereiro de 1975) é um ex-futebolista brasileiro, que jogou no Flamengo e no Coritiba.
Depois que parou de jogar profissionalmente, jogou showbol pelo Flamengo.
Iniciou sua carreira à beira do campo, como auxiliar técnico de Athirson, no São Cristóvão. Logo foi para o Criciúma como auxiliar de Petkovic, com quem trabalhou também no Sampaio Corrêa. Atualmente está sem clube.

## Carreira
Começando a carreira no Bragantino, Maurinho transferiu-se para o Flamengo, no início de 1997.
Meio-campo de origem, ficou na lateral direita por anos.
Participou de mais de 200 partidas com a camisa do Flamengo, tendo marcado dez gols.
Após deixar o Flamengo, em 2002, Maurinho foi jogar no Coritiba e, em seguida, no Paysandu.
Teve também uma passagem pelo futebol estrangeiro, tendo jogado no Santa Clara, time de Açores.
Em 2008 Maurinho assinou com o Náutico, no meio da temporada. No final do ano, após o término do Campeonato Brasileiro, encerrado seu contrato com o clube pernambucano.
Em 2010 foi contratado pelo Duque de Caxias para a disputa do Campeonato Carioca.

## Títulos

### Como jogador
Flamengo
- Campeonato Carioca: 1999, 2000, 2001
- Taça Guanabara: 1999, 2001
- Taça Rio: 2000
- Copa Mercosul: 1999[1]
- Copa dos Campeões Brasileiros: 2001

Coritiba
- Campeonato Paranaense: 2003

### Como treinador
Mageense
- Campeonato Carioca - Quarta Divisão: 2018